# Finland framstäldt i teckningar
Finland framstäldt i teckningar är en serie häften utgivna 1845-1852 innehållande litografier över kända orter i Finland med korta beskrivningar, huvudsakligen redigerad av Zacharias Topelius. 
Verket tillkom då några intellektuella i Borgå, bland dem J.L. Runeberg, träffade den ryska litteraturprofessorn Jakov Grot med vilken de hade givit ut diverse skrifter. De beslöt ge ut en beskrivning av Finland på både ryska och svenska och några ytterligare språk, med tanke på den gryende turismen. Tillsammans med Zacharias Topelius, som då var en ung och lovande journalist skred de till verket. Topelius verkade som redaktör för projektet. Han hade bekantat sig med den nyligen utgivna Sverige framstäldt i taflor och gav sin publikation ett korresponderande namn. Den gryende nationalromantiken satte sin prägel på verket, då landet precis höll på att bilda sig en identitet. Det fanns egentligen inte i någon större utsträckning några skriftliga källor att tillgå, och Topelius vädjade i förordet till det första häftet till sina landsmän att sända beskrivningar på gods och tätorter till honom.
Verket byggdes upp omkring de olika landskapen och varje kapitel började med en generell beskrivning av landskapet, varefter städerna beskrevs och sedan framstående bruk och gods. Flera kända och mindre kända konstnärer, efter resurserna, städslades för bilderna. Bilderna är därför av något varierande kvalitet. De facto jämnade de tyska gravörerna som överförde teckningarna till stenschabloner ut kvaliteten, då medelmåttiga bilder i deras händer blev bättre, och de bästa miste något av sina finare detaljer. 
Finland framstäldt i teckningar återutgavs av Svenska litteratursällskapet i Finland år 2011. Till Topelius liknande historisk-geografiska verk hör En resa i Finland (1872-1874) och Boken om vårt land (1875). 

## Konstnärerna
Sammanlagt 120 teckningar utgavs, fördelade på konstnärerna
- Johan Knutson 48 bilder
- Pehr Adolf Kruskopf 31 bilder
- Magnus von Wright 17 bilder
- Lennart Forstén 14 bilder
- Adolf Wilhelm Lindeström 5 bilder
- Torsten Wilhelm Forstén 1 bild
- Jacob Boström 1 bild
- Erik Westerling 1 bild

Av dessa hade bara de tre förstnämnda utbildning i bildkonst. En bild är osignerad och en annan är avritad av en daguerrotyp från Borgå, också utan namn. Häftena gavs ut i svartvitt, men såldes också i några exemplar färglagda för hand, att döma av de ibland påtagligt feluppfattade färgerna förmodligen av tryckeripersonal i Tyskland. Av de färglagda finns bevarade ett exemplar på franska och ett på Helsingfors stadsmuseum. Ingendera är fullständiga, men tillsammans kompletterar de så att endast en bild inte finns att tillgå som färglagd.

## Galleri

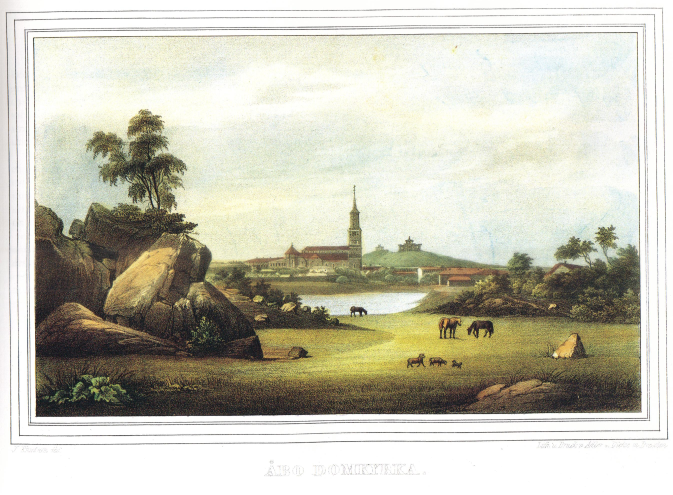
Färgad litografi av Åbo domkyrka av Johan Knutson. Den av C.L. Engel planerade spiran är nyligen uppbyggd efter branden.
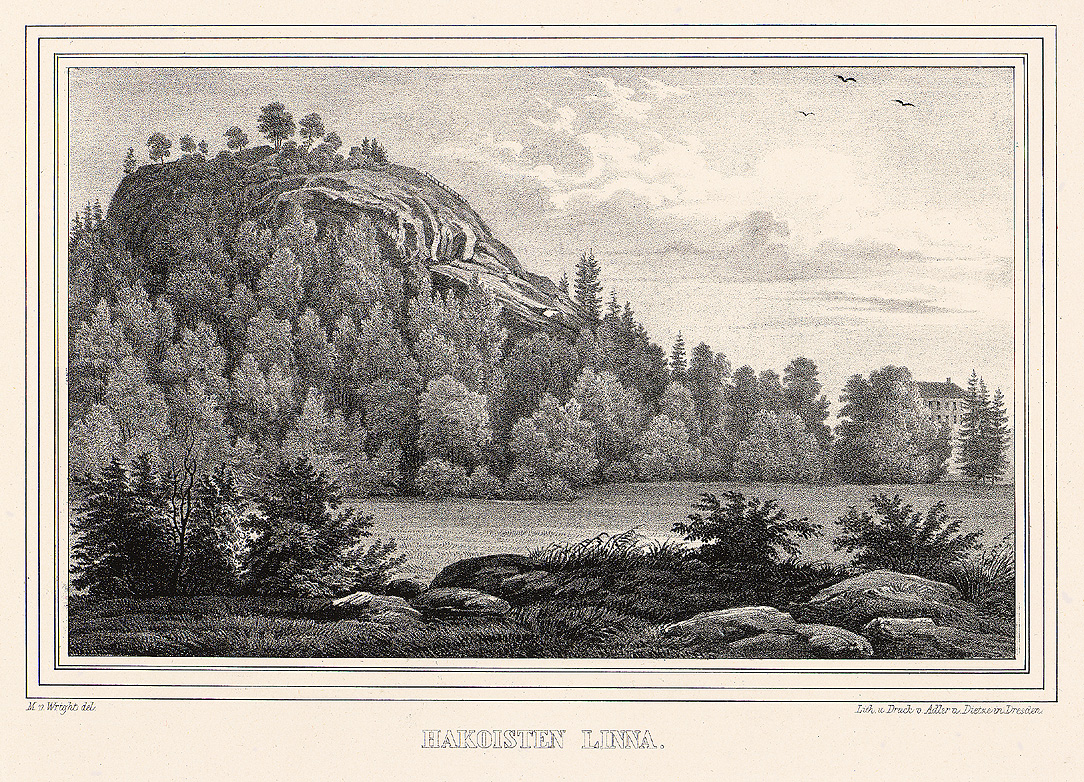
Haga borg i Tavastland, av Magnus von Wright
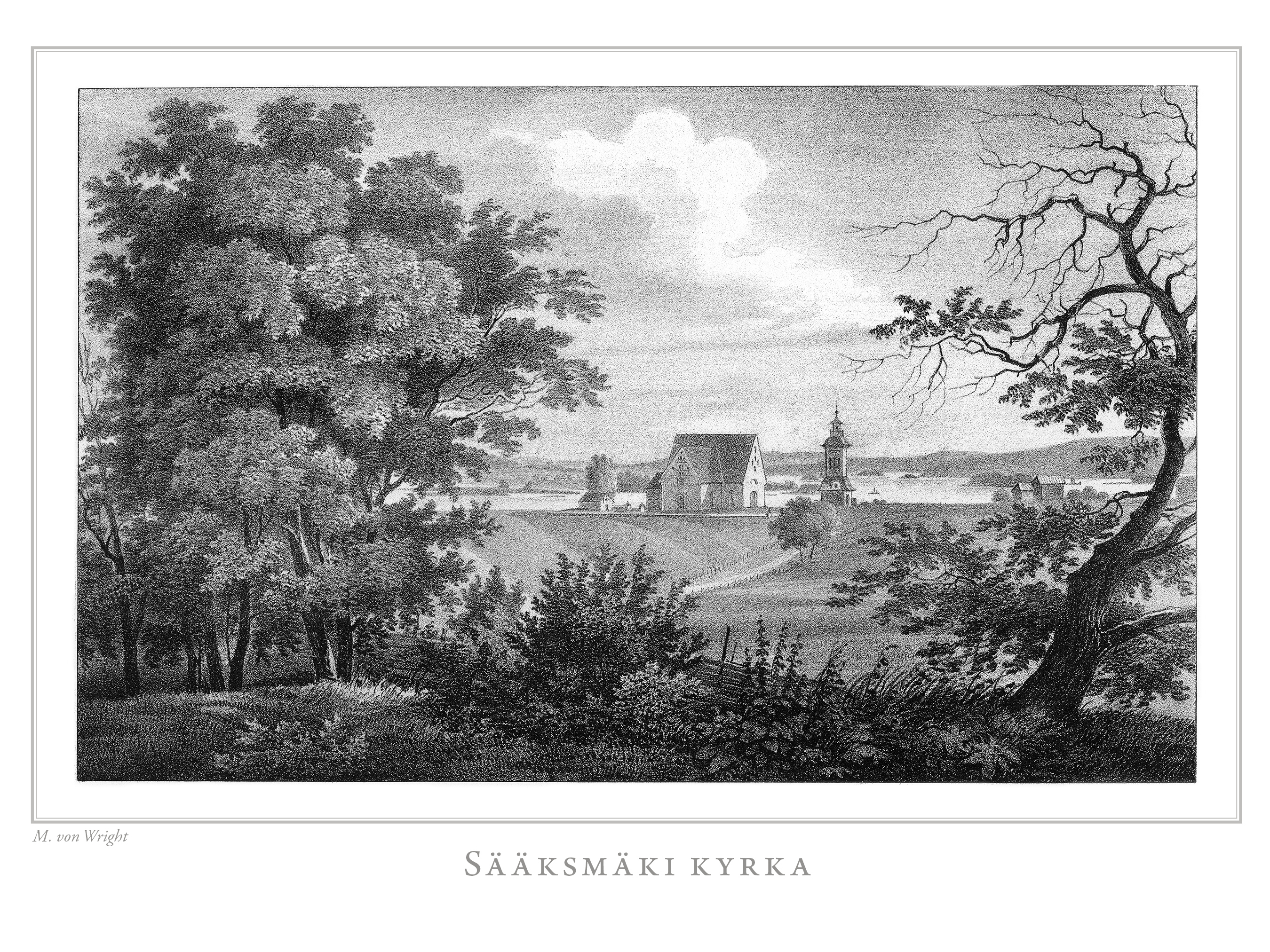
Sääksmäki kyrka, Birkaland, av Magnus von Wright
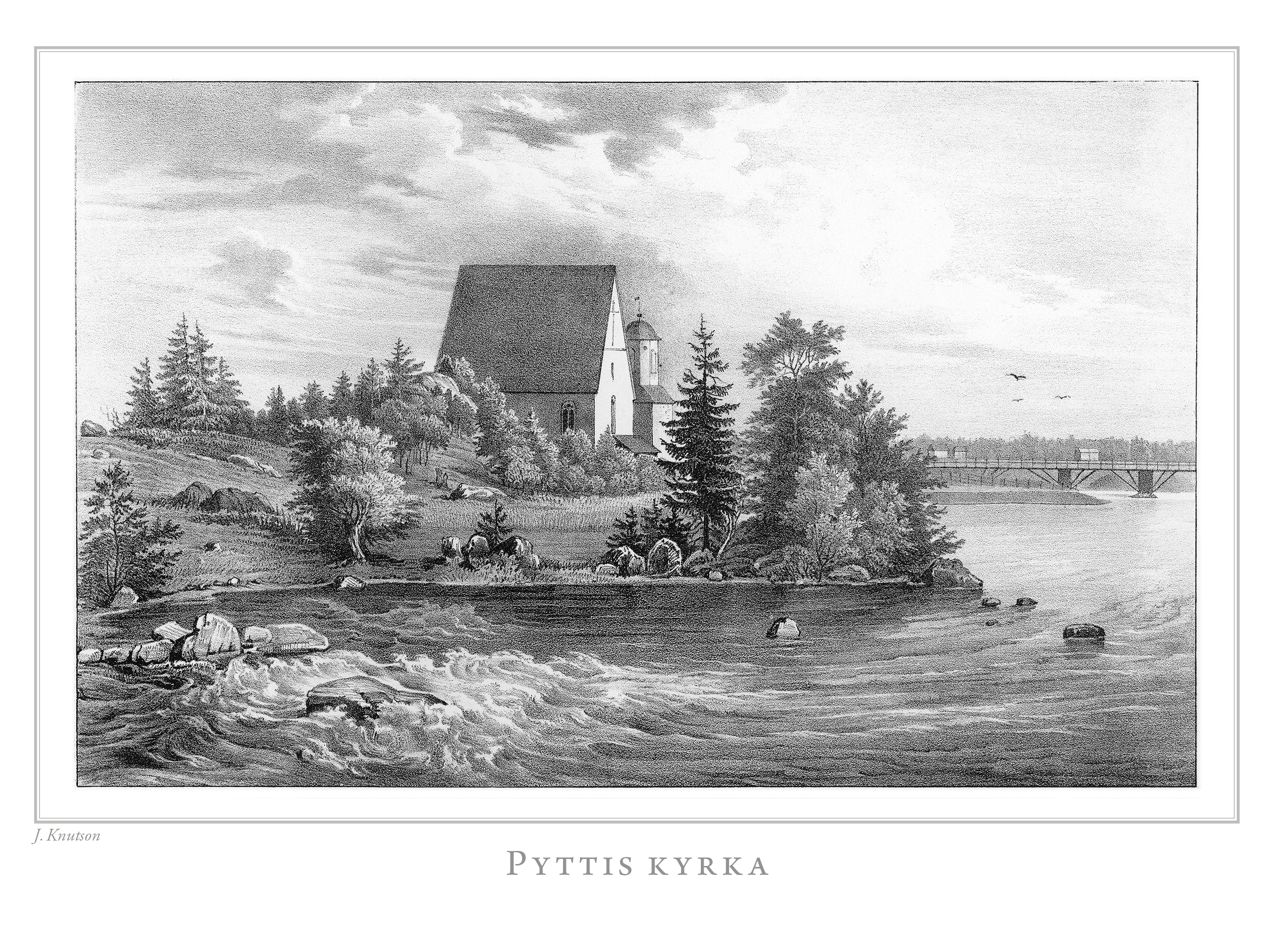
Pyttis kyrka i Pyttis, Kymmenedalen, av Johan Knutson
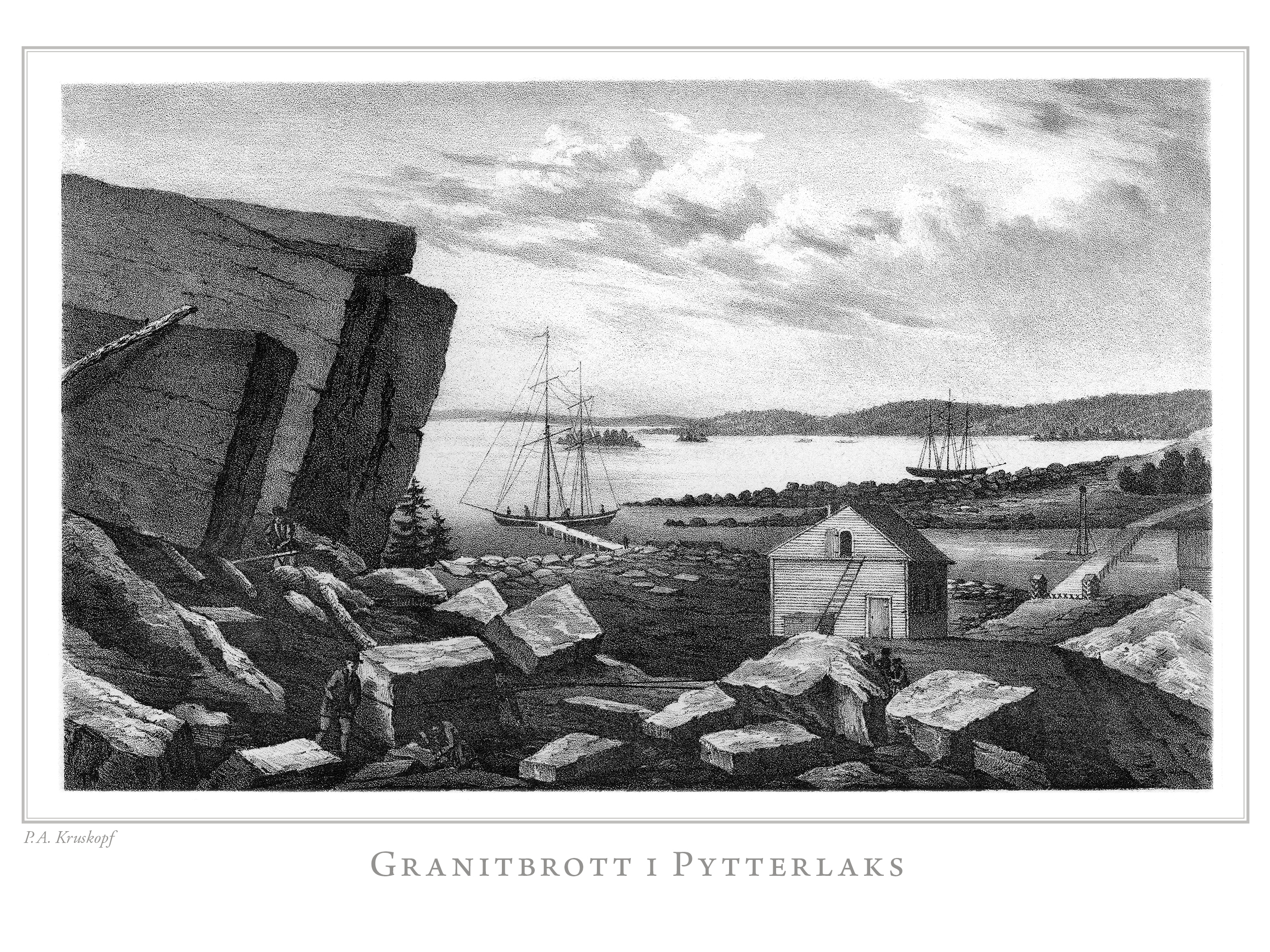
Granitbrott i Pytterlaks där de 55 fot höga pelarna till Isakskatedralen i St Petersburg utformades.
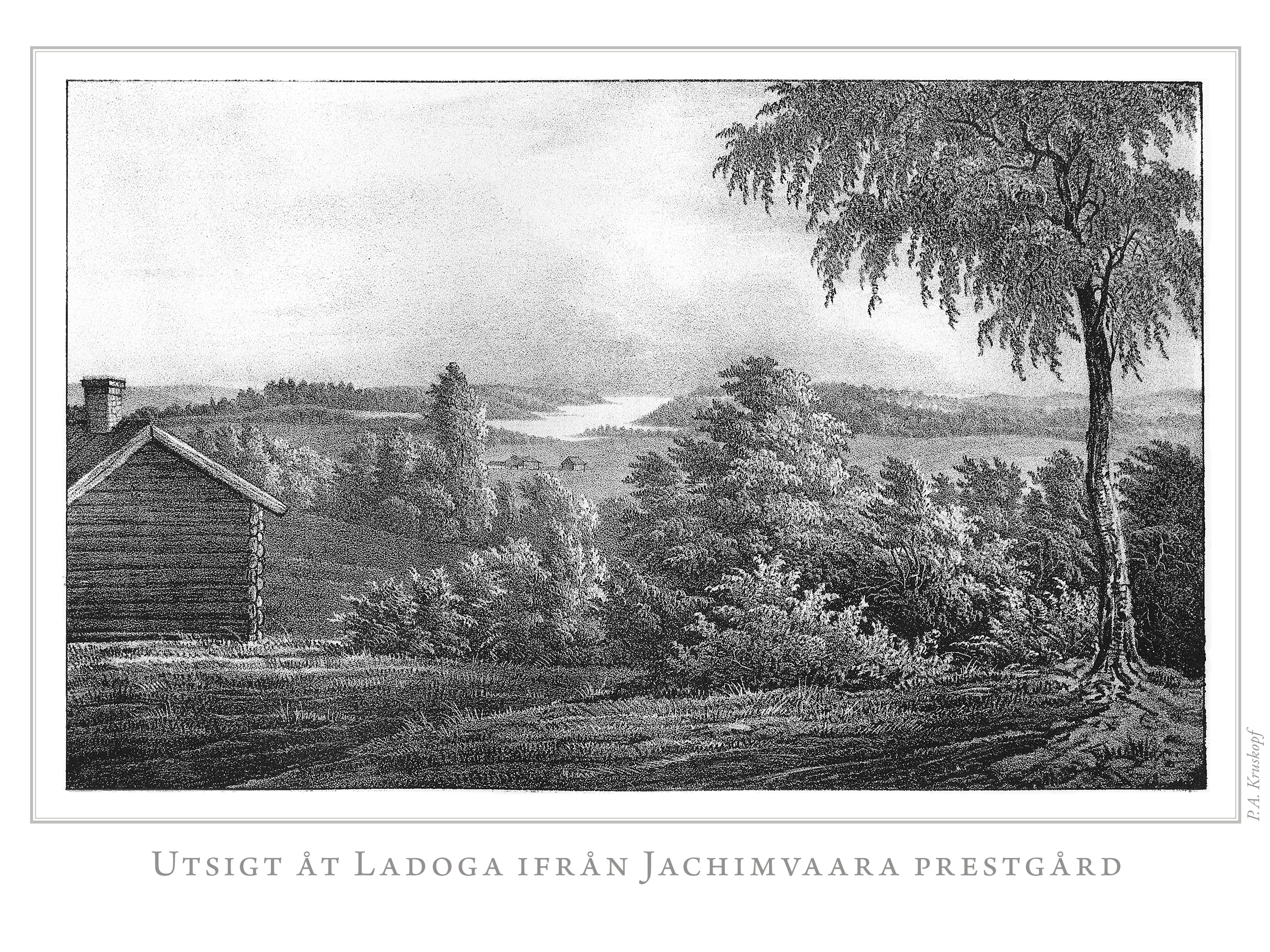
Utsikt av Ladoga från Jakimvaara (Karelen), till Sovjetunionen överlåten kommun efter andra världskriget.
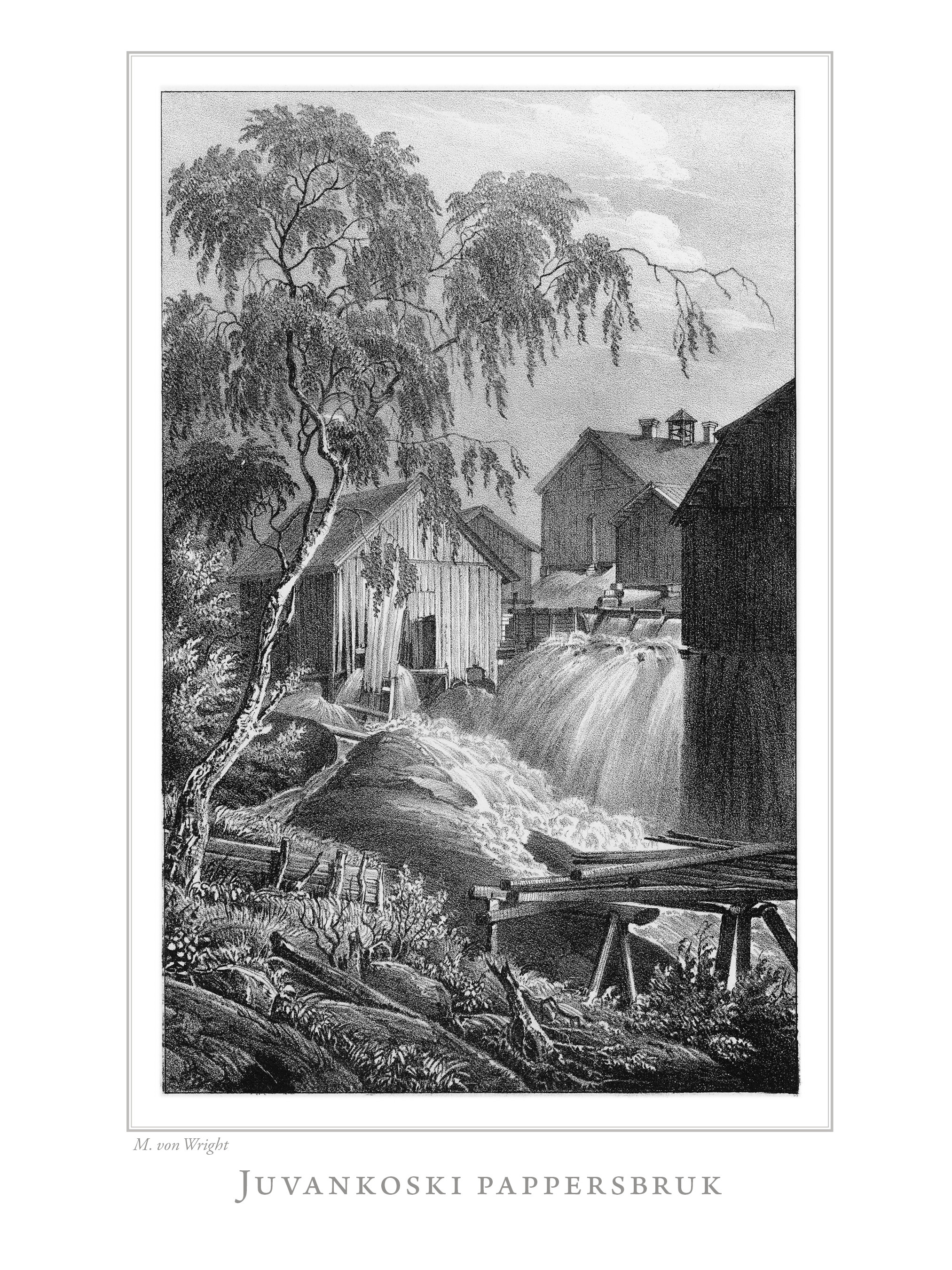
Juvankoski pappersbruk i S:t Bertils i Egentliga Finland
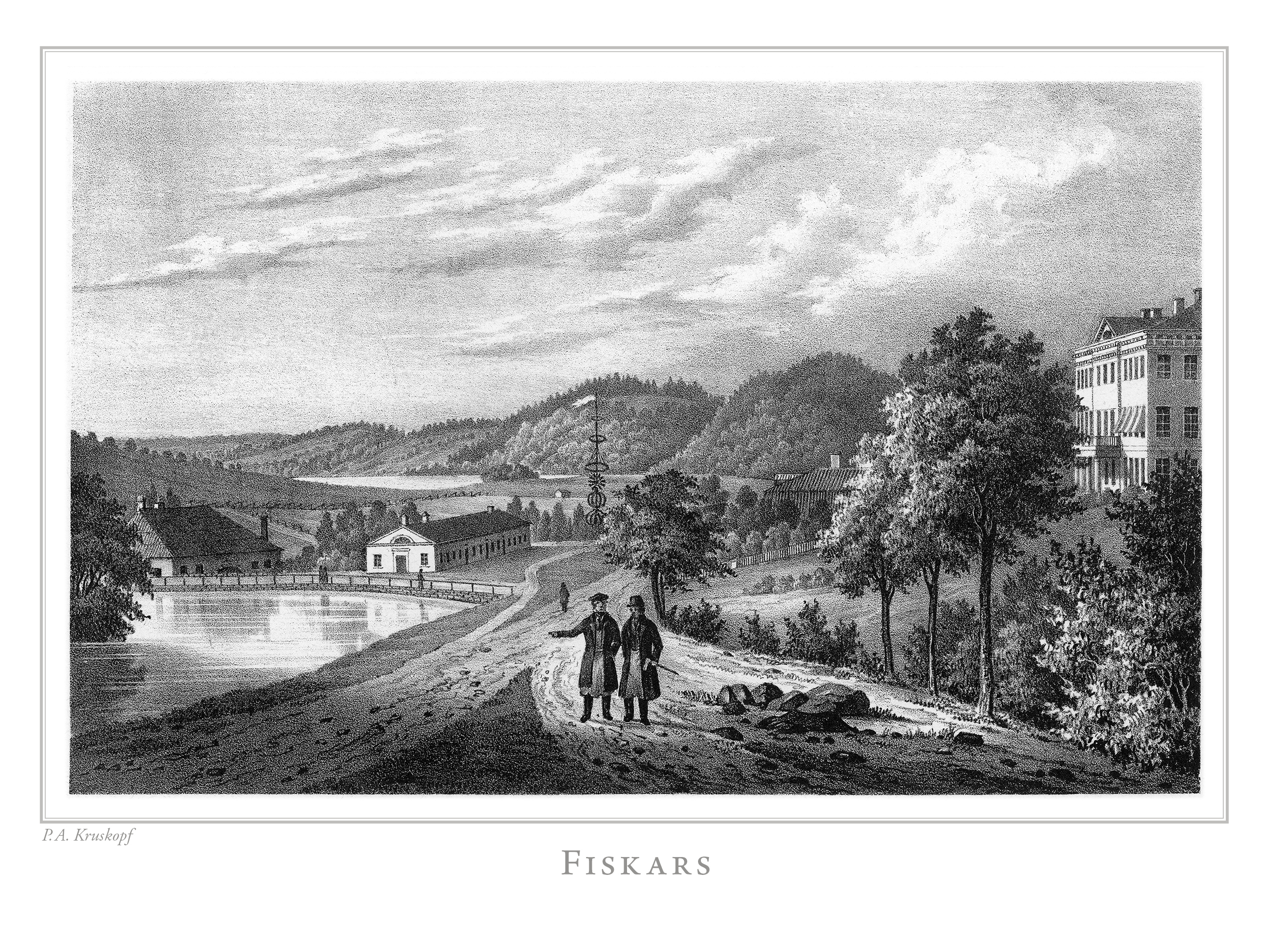
Fiskars bruk i Nyland